# Sarima tappana
Sarima tappana är en insektsart som beskrevs av Matsumura 1916. Sarima tappana ingår i släktet Sarima och familjen sköldstritar. Inga underarter finns listade i Catalogue of Life.